# Stelios Kazatzidis
Stylianos "Stelios" Kazantzidis (en griego: Στέλιος Καζαντζίδης) (29 de agosto de 1931 – 14 de septiembre de 2001) fue un cantante y actor griego. Uno de los cantantes más prominentes de la música folclórica tradicional griega y favorito de la diáspora griega, colaboró con muchos de los principales compositores de Grecia.
Kazantzidis fue todo un icono en Israel, siendo muchas de sus canciones traducidas al hebreo y versionadas por artistas del país. Además, también cantó en turco. Kazantzidis murió el 14 de septiembre de 2001 a causa de un tumor cerebral.

## Discografía

### Sencillos
- Lien To Agriolouloudo
- Afti i nychta meni
- Allotines Mou Epoches
- Anemona
- Ap'ta psila sta chamila
- Den Tha Xanagapiso
- As Eicha tin Ygeia Sou
- An Einai i Agapi Eglima
- Barba Yanni
- Ego eimai aetos
- Ego me tin Axia Mou
- Eimai Ena Kormi Chameno
- Exo Ap'Adiko
- Gyrizo ap'tin Nychta
- O gyalinos kosmos
- Tin Kalyva Ti Diki Mou
- I aisthimaties
- I Kardia Mou As Opsetai
- I zoi mou oli
- Kathenas me ton Pono Mou
- Katastrofes kai Symfores
- Ki An Gello Einai Psema
- Mandoubala
- Mia palia istoria
- Mi Xypnas Charamata
- Niotho mia Kourasi Vareia
- Nomiza Pos Itan Filoi
- Otan Methaei o Anthropos
- Pare ta Chnaria Mou
- I Stenachoria Mou
- Tha to Po Phanera
- Thessaloniki mou
- Ti thelis apo mena
- Tora Pou Fevgo ap'ti Zoi (To Teleftaio Vrady Mou)
- Tragoudo
- Siko chorepse koukli mou
- Sto Trapezi pou ta Pino
- Vradiazi
- Yparcho
- Zinguala

### Álbumes
- 1955: Stelios Kazantzidis
- 1959: O enas
- 1965: Katachnia
- 1965: Mia palia istoria
- 1965: Tragoudiste mazi mou
- 1967: Anapolontas
- 1968: Kazantzidis-Marinella i megales Ermineies
- 1969: Nychterides kai arachnes
- 1970: Ena gramma
- 1970: I stenachoria mou
- 1971: Stigmes
- 1972: O gyrismos
- 1973: Gyalinos kosmos
- 1973: To dromoloï tis zois
- 1974: I zoi mou oli
- 1974: Stin Anatoli
- 1975: Ta rembtika
- 1975: Yparcho
- 1987: O dromos tis epistrofis
- 1999: Tragoudo
- 2000: Erchontai chronia dyskola
- O Stelios Tragoudaei (2001/2002, Stelios en chanson")

## Filmografía
- I kyria dimarhos (1960)
- Paixe, bouzouki mou glyko (1965)
- I timoria (1965)
- Afiste me na ziso (1965)
- Adistaktoi (1965)
- Oi angeloi tis amartias (To limani) (1966)
- Foukarades kai leftades (1966)
- Eho dikaioma na s' agapo! (1966)
- O gerontokoros (1967)
- I ora tis dikaiosynis (1967)
- Adiki katara (1967)
- Ta psihoula tou kosmou (1968)
- Oi andres den lygizoun pote! (1968)
- O gigas tis Kypselis (1968)
- Kravges ston anemo (1976)

Dos de sus canciones ("To Psomi tis Ksenitias" y "Efige Efige") fueron incluidas en la segunda temporada de la serie de la HBO The Wire, durante el episodio "Bad Dreams". 
"Exhana Adika Na Vro" aparece en la película Un amor de verano.